# Liste der Baudenkmäler in Mainleus
Auf dieser Seite sind die Baudenkmäler in dem oberfränkischen Markt Mainleus zusammengestellt. Diese Tabelle ist eine Teilliste der Liste der Baudenkmäler in Bayern. Grundlage ist die Bayerische Denkmalliste, die auf Basis des Bayerischen Denkmalschutzgesetzes vom 1. Oktober 1973 erstmals erstellt wurde und seither durch das Bayerische Landesamt für Denkmalpflege geführt wird. Die folgenden Angaben ersetzen nicht die rechtsverbindliche Auskunft der Denkmalschutzbehörde.

## Ensembles

### Ensemble Arbeitersiedlung Hornschuchshausen
Der Fabrikant Fritz Hornschuch ließ in der Nachbarschaft seiner Spinnereifabriken in Mainleus zwischen 1913 und 1940 eine Arbeitersiedlung errichten. Die Pläne basieren auf einem Wettbewerbsentwurf des Architekten Rolf Behringer von 1912 und stammen ab 1935 überwiegend von C. W. Esser. Die Bebauung der bis 1923 weitgehend abgeschlossenen ersten beiden Ausbaustufen zeigt einerseits reich gegliederte Einfamilienhausreihen mit für die Gartenstadtidee entwickelten Bauformen und andererseits große Doppelhäuser mit Geschosswohnungen. An erhöhter Stelle wurden eine Gaststätte mit Metzgerei, eine Bäckerei sowie Wohnungen zu einer schlossartigen Dreiflügelanlage zusammengefasst, in deren nach Süden zum Tal hin offenen Hofseite ein monumentales Kriegerdenkmal eingefügt ist. Nördlich sind eine ansteigende, baumbestandene Grünfläche sowie das ehemals Waschhaus angeordnet. Bis in die 1920er Jahre wurde versucht, mit romantisierender Architektur, Bildung von Platzräumen, zusammenhängenden Wohngebäuden und den Gemeinschaftseinrichtungen wie Turnhalle (westlich der Holzstraße), Gasthaus und Gärtnerei (größtenteils dem Neubau der B 289 gewichen) gleichsam eine betriebsfamiliäre Atmosphäre zu schaffen. Dominanz und Fürsorge des Fabrikanten kommen zudem in der 1925 nach Plänen von Paul Bonatz östlich auf einem Hügel oberhalb der Arbeitersiedlung angelegten Villa Hornschuchshöhe (Vgl. Denkmalliste Stadt Kulmbach, Seidenhof 23) städtebaulich zum Ausdruck. Die Weiterentwicklung der Bebauung in den 1930er Jahren erfolgte zunächst durch die Errichtung einer Hitlerjugend-Gebietsführerschule und eines Hitlerjugend-Heims mit großer Grünfläche nördlich der Kulmbacher Straße sowie einer katholischen Kirche (noch nach Plänen Rolf Behringers) am östlichen Rand der Siedlung. Benannt nach der Fabrikantenfrau Minnalotte Hornschuch wurde nördlich der Hornschuchstraße ein werkseigener Kindergarten eingerichtet und der Ausbau der Siedlung mit Ein- und Zweifamilienhäusern (typische Siedlerhäuser) abgeschlossen. Die neben jeder Haustür angebrachten Tafeln mit Betriebszeichen und Jahr der Erbauung spiegeln die Zugehörigkeit zur hornschuchschen Spinnereifabrik wider. Aktennummer: E-4-77-136-1.

## Baudenkmäler nach Gemeindeteilen

### Mainleus
| Lage                                    | Objekt                       | Beschreibung | Akten-Nr.      | Bild                 |
| --------------------------------------- | ---------------------------- | --- | -------------- | -------------------- |
| Bahnhofstraße 11, 13, 15, 17 (Standort) | Bahnhof                      | Langgestrecktes Empfangsgebäude, dreiteiliger Sandsteinquaderbau, Walm- und Satteldach, um 1845/50 und zweite Hälfte 19. Jahrhundert                                                                                             | D-4-77-136-1   | Bahnhof              |
| Hauptstraße 20 (Standort)               | Wohnhaus                     | Zweigeschossiger verputzter Walmdachbau, mit Sandsteingliederung, bezeichnet „1834“ | D-4-77-136-2   | Wohnhaus             |
| Hauptstraße 28 (Standort)               | Türrahmung                   | Sandstein, erste Hälfte 19. Jahrhundert | D-4-77-136-3   | Türrahmung           |
| Hauptstraße 32 (Standort)               | Wohnhaus                     | Gegliederter zweigeschossiger Sandsteinquaderbau mit Walmdach, zweites Viertel 19. Jahrhundert | D-4-77-136-4   | Wohnhaus             |
| Hauptstraße 45 (Standort)               | Ehemaliges Flößerknechtshaus | kleiner, eingeschossiger und traufständiger, Satteldachbau, massiv und verputzt, mit betonten Rahmen, bezeichnet 1868, Inneres um 1928 modernisiert                                                                              | D-4-77-136-145 | BW                   |
| Heinersreuther Straße 5 (Standort)      | Fritz-Hornschuch-Bad         | Freibad, Anlage mit Kassen- und Umkleidetrakt mit Laubengang, Schwimmbecken, turmartigem Wassereinlass, Sprungturm, Rutschbahn, Bademeisterhäuschen und flankierenden Baumreihen, 1935 nach Plänen von Albrecht Gebauer, Ansbach | D-4-77-136-99  | Fritz-Hornschuch-Bad |
| Mühlstraße 18 (Standort)                | Ehemalige Mühle              | Zweigeschossiger Walmdachbau über Hakengrundriss mit verschiefertem Obergeschoss, 1829, Erneuerung und Erweiterung 1919 | D-4-77-136-6   | Ehemalige Mühle      |
| Mühlstraße 18 (Standort)                | Ehemalige Mühle              | Nebengebäude, 19. Jahrhundert und um 1920 | D-4-77-136-6   | Ehemalige Mühle      |

### Buchau
| Lage                  | Objekt                                          | Beschreibung | Akten-Nr.     | Bild                                            |
| --------------------- | ----------------------------------------------- | --- | ------------- | ----------------------------------------------- |
| In Buchau (Standort)  | Evangelisch-lutherische Pfarrkirche St. Michael | Saalkirche, spätgotischer Neubau, Turm 1653 umgebaut, Langhausbarockisierung 1721; mit Ausstattung Ummauerter Kirchhof mit Grabdenkmälern und Kriegerdenkmal                                                                                      | D-4-77-136-8  | Evangelisch-lutherische Pfarrkirche St. Michael |
| Buchau 14 (Standort)  | Ehemaliger Zehntstadel                          | Eingeschossiger Walmdachbau, Sandsteinquader und Verbretterung, im Kern wohl 15./16. Jahrhundert Rückwärtig circa sechs Meter hohe Sockelmauer mit behauenen Bruchsteinen                                                                         | D-4-77-136-15 | Ehemaliger Zehntstadel                          |
| Buchau 15 (Standort)  | Gasthof am Schloss                              | Zweigeschossiger Halbwalmdachbau über hohem Kellergeschoss, Fachwerkobergeschoss, 16.–19. Jahrhundert Nebengebäude, eingeschossiger Satteldachbau, Sandsteinquader und Fachwerk, wohl 18./19. Jahrhundert Felsenkeller, wohl 18./19. Jahrhundert  | D-4-77-136-14 | Gasthof am Schloss                              |
| Buchau 16 (Standort)  | Schloss, Herrschaftssitz der Grafen von Giech   | Hoher zweigeschossiger Bau mit Pultdach und zwei Turmanbauten, im Kern 13./14. Jahrhundert, 1526 erneuert, im 19. Jahrhundert neugotisch verändert, bezeichnet „1526“ und „1836“ Wehrmauer in unregelmäßigem Viereck, im Kern 13./14. Jahrhundert | D-4-77-136-9  | Schloss, Herrschaftssitz der Grafen von Giech   |
| Buchau 80 (Standort)  | Evangelisch-lutherisches Pfarrhaus              | Stattlicher zweigeschossiger Satteldachbau mit Fachwerkgiebel, im Kern 1690, Erneuerung 1719 | D-4-77-136-10 | Evangelisch-lutherisches Pfarrhaus              |
| Buchau 80 (Standort)  | Bildstock                                       | Aufsatz mit Reliefs, Sandstein, um 1550–55 | D-4-77-136-17 | Bildstock                                       |
| Buchau 86 (Standort)  | Wohnstallhaus                                   | Eingeschossiger Giebelbau über hohem Kellergeschoss, Fachwerk, um Mitte 19. Jahrhundert Nebengebäude, Sandsteinquader und Verbretterung, Satteldach, wohl 19. Jahrhundert                                                                         | D-4-77-136-12 | Wohnstallhaus                                   |
| Buchau 88 (Standort)  | Austragshaus                                    | Eingeschossiger Giebelbau mit hohem Kellergeschoss und Fachwerk, um Mitte 19. Jahrhundert, verschieferter Giebel mit Silbermalerei bezeichnet „1885“                                                                                              | D-4-77-136-13 | Austragshaus                                    |
| Buchau 104 (Standort) | Ehemaliges Burggut, später Gasthof              | Zweigeschossiger Halbwalmdachbau, Mitte 17. Jahrhundert Ehemalige Stallungen, eingeschossiger Satteldachbau mit Drempel, im Kern 17. Jahrhundert Pfeiler der Hofeinfahrt mit Kugelaufsatz, wohl 17. Jahrhundert                                   | D-4-77-136-11 | Ehemaliges Burggut, später Gasthof              |
| In Buchau (Standort)  | Sockelfragment einer Marter                     | Sandstein, wohl 16./18. Jahrhundert | D-4-77-136-16 | Sockelfragment einer Marter                     |

### Danndorf
| Lage                    | Objekt                                 | Beschreibung | Akten-Nr.      | Bild          |
| ----------------------- | -------------------------------------- | --- | -------------- | ------------- |
| Danndorf 52 (Standort)  | Ziehbrunnen                            | Sandstein und Holz, wohl 18. Jahrhundert | D-4-77-136-24  | Ziehbrunnen   |
| Danndorf 73 (Standort)  | Wohnstallhaus                          | Zweigeschossiger Satteldachbau mit verschiefertem Obergeschoss, Reste dekorativer Bemalung, bezeichnet „1829“ und „1863“ Zugehöriges Nebengebäude, eingeschossiger massiver Satteldachbau, wohl 19. Jahrhundert | D-4-77-136-19  | Wohnstallhaus |
| Danndorf 147 (Standort) | Wohnstallhaus                          | Zweigeschossiger Satteldachbau mit verschiefertem Fachwerkobergeschoss, Sandsteinrahmungen im Erdgeschoss, wohl noch 18. Jahrhundert, bezeichnet „1868“ | D-4-77-136-22  | Wohnstallhaus |
| Gut 1 (Standort)        | Schlossgut der Freiherren von Künsberg | Langgestreckter zweigeschossiger Bau aus zwei Trakten, Satteldachbau mit Riegelfachwerkobergeschoss, bezeichnet „1682“ und Hausteinbau mit Walmdach, bezeichnet „1764“ (mit Wappen, bezeichnet „1717“) Wirtschaftsflügel, eingeschossiger Satteldachbau, Haustein, bezeichnet „1716“ und „1847“, im Kern nach Mitte 18. Jahrhundert Zugehörige Nebengebäude und Garten mit Einfriedung, wohl 18./19. Jahrhundert | D-4-77-136-23  | BW            |
| In Danndorf (Standort)  | Ziehbrunnen                            | Sandstein und Holz, wohl 18. Jahrhundert, 1929 erneuert | D-4-77-136-21  | Ziehbrunnen   |
| In Danndorf (Standort)  | Felsenkeller                           | Mit zwei Wappen, bezeichnet „1729“ | D-4-77-136-100 | Felsenkeller  |

### Dörfles
| Lage                                                      | Objekt                      | Beschreibung | Akten-Nr.     | Bild                        |
| --------------------------------------------------------- | --------------------------- | --- | ------------- | --------------------------- |
| Dörfles 7 (Standort)                                      | Wohnstallhaus               | Eingeschossiger Satteldachbau über hohem Kellergeschoss, Sandsteinquadererdgeschoss, bezeichnet „1844“ Austragshaus, zweigeschossiger Satteldachbau, Verschieferung mit Silbermalerei, bezeichnet „1862“ | D-4-77-136-26 | Wohnstallhaus               |
| Dörfles 8 (Standort)                                      | Wohnstallhaus               | Eingeschossiger Satteldachbau mit Fachwerkgiebel, bezeichnet „1849“ | D-4-77-136-25 | Wohnstallhaus               |
| Breite Eiche, am Ortsrand in Richtung Weismain (Standort) | Wegweiser nach Motschenbach | Gusseisen, Ende 19. Jahrhundert | D-4-77-136-27 | Wegweiser nach Motschenbach |

### Gundersreuth
| Lage                       | Objekt                                        | Beschreibung | Akten-Nr.     | Bild                                          |
| -------------------------- | --------------------------------------------- | ------------ | ------------- | --------------------------------------------- |
| In Gundersreuth (Standort) | Kriegerdenkmal für die Gefallenen von 1914/18 |              | D-4-77-136-28 | Kriegerdenkmal für die Gefallenen von 1914/18 |

### Hornschuchshausen
| Lage                                       | Objekt                                                                   | Beschreibung | Akten-Nr.      | Bild                                                                     |
| ------------------------------------------ | ------------------------------------------------------------------------ | --- | -------------- | ------------------------------------------------------------------------ |
| Holzstraße 3 (Standort)                    | Turnhalle                                                                | Eingeschossiger Putzbau mit Mansardwalmdach, überwalmter Mittelrisalit, 1921, wohl Bonatz-Schule | D-4-77-136-29  | Turnhalle                                                                |
| Hornschuchstraße 6, 8, 10 (Standort)       | Mehrfamilienwohnhaus für Arbeiter der Kulmbacher Spinnerei in Mainleus   | Siehe Torweg 7/16/18/20 | D-4-77-136-30  | weitere Bilder                                                           |
| Hornschuchstraße 26, 28, 30, 32 (Standort) | Mehrfamilienwohnhäuser für Arbeiter der Kulmbacher Spinnerei in Mainleus | Zwei- bzw. dreigeschossige Baugruppe mit Walm- bzw. Halbwalmdächern, Heimatstil, 1918 von Rolf Behringer | D-4-77-136-101 | Mehrfamilienwohnhäuser für Arbeiter der Kulmbacher Spinnerei in Mainleus |
| Spinnereistraße 5/7/9 (Standort)           | Ehemalige Spinnerei Kulmbach in Mainleus                                 | Zweigwerk der ehem. Kulmbacher Spinnerei, ehemalige Baumwollhalle, Lagerhalle mit bauzeitlichen wandfesten Einbauten, genieteten Bindern und segmentbogigem Dach, 1909; ehemaliges Wohn- und Geschäftshaus, zweigeschossiger Putzbau mit falschem Mansarddach und Frontispiz, 1909; ehemalige Zweizylinderspinnerei, eingeschossige Scheddachhallen mit genietetem Stahltragwerk, Putzfassade und Eingangsrisalit, bezeichnet "F1921H" samt Staubturm, mehrgeschossiger Putzbau mit Mansardwalmdach und Dachreiter, 1921 | D-4-77-136-142 | BW                                                                       |
| Mittelweg 6 (Standort)                     | Ehemaliges Gärtnerhaus                                                   | Wohnhaus, eingeschossiger Krüppelwalm- und Mansarddachbau mit Fußwalm, Putzfassade und Sandsteingliederungen, im Giebel Sichtfachwerk, von H. Sell, bezeichnet „1913 FH“ (Fritz Hornschuch) | D-4-77-136-141 | Ehemaliges Gärtnerhaus                                                   |
| Torweg 7, 16, 18, 20 (Standort)            | Mehrfamilienwohnhaus für Arbeiter der Kulmbacher Spinnerei in Mainleus   | Zweigeschossiger Putzbau über dreiflügeligem Grundriss mit Neurenaissancegiebel, Treppentürmen, Erkern und Tordurchfahrt, 1913–14 und 1921–23 von Rolf Behringer; mit Gasthaus und Biergarten; zugehörig Hornschuchstraße 6, 8, 10 und Torweg 16, 18, 20 | D-4-77-136-31  | Mehrfamilienwohnhaus für Arbeiter der Kulmbacher Spinnerei in Mainleus   |
| Nähe Torweg (Standort)                     | Kriegerdenkmal für die Gefallenen von 1914/18                            | | D-4-77-136-32  | Kriegerdenkmal für die Gefallenen von 1914/18                            |
| Weberstraße 38 (Standort)                  | Katholische Filialkirche St. Antonius                                    | 1934/35; mit Ausstattung | D-4-77-136-7   | Katholische Filialkirche St. Antonius                                    |

### Motschenbach
| Lage                                                              | Objekt                                       | Beschreibung | Akten-Nr.      | Bild                                         |
| ----------------------------------------------------------------- | -------------------------------------------- | --- | -------------- | -------------------------------------------- |
| In Motschenbach (Standort)                                        | Katholische Pfarrkirche St. Maternus         | Chorturmkirche, Turm im Kern 13. Jahrhundert, Obergeschosse wohl spätmittelalterlich und um 1781 (mit Helm), Chorgewölbe und Langhaus um 1617 in nachgotischen Formen; mit Ausstattung | D-4-77-136-33  | weitere Bilder                               |
| Motschenbach 17 (Standort)                                        | Wegkreuz                                     | 18. Jahrhundert | D-4-77-136-44  | BW                                           |
| Motschenbach 19 (Standort)                                        | Ehemaliges Pfarrhaus, später Schulhaus       | Eckhaus über hohem Kellergeschoss, Obergeschoss und Giebel mit Zierfachwerk, Satteldach, modern bezeichnet „1697“ Backhaus, 19. Jahrhundert                                            | D-4-77-136-39  | BW                                           |
| Motschenbach 20 (Standort)                                        | Wohnstallhaus                                | Zweigeschossiger Walmdachbau mit Sandsteinquadererdgeschoss, bezeichnet „1831“ | D-4-77-136-35  | Wohnstallhaus                                |
| Motschenbach 21 (Standort)                                        | Wohnstallhaus                                | Zweigeschossiger Walmdachbau, wohl um 1600 | D-4-77-136-37  | Wohnstallhaus                                |
| Motschenbach 22, 23 (Standort)                                    | Wohnstallhaus                                | Zweigeschossiger, im Erdgeschoss verputzter Sandsteinquaderbau mit Fachwerkobergeschoss, Satteldach, im Kern vermutlich um 1600, wohl 17./18. Jahrhundert                              | D-4-77-136-36  | Wohnstallhaus                                |
| Motschenbach 27 (Standort)                                        | Bauernhof                                    | Wohnstallhaus, zweigeschossiger Walmdachbau mit Fachwerkobergeschoss, wohl erste Hälfte 19. Jahrhundert mit späteren Veränderungen                                                     | D-4-77-136-38  | Bauernhof                                    |
| Motschenbach 28 (Standort)                                        | Katholisches Pfarrhaus                       | Zweigeschossiger Walmdachbau, bald nach 1808; mit Ausstattung | D-4-77-136-40  | Katholisches Pfarrhaus                       |
| Motschenbach (Standort)                                           | Bildstock                                    | Hohe ionische Sandsteinsäule mit Engelreliefs am Schaft, Aufsatz mit Reliefs (unter anderem Fünf Wunden Christi, Vierzehn Nothelfer), bezeichnet „1714“                                | D-4-77-136-43  | Bildstock                                    |
| In Motschenbach, bei Nr. 34 (Standort)                            | Kruzifix                                     | Gusseisen, spätes 19. Jahrhundert | D-4-77-136-102 | Kruzifix                                     |
| Motschenbach 37 (Standort)                                        | Gasthof                                      | Zweigeschossiger Walmdachbau, bezeichnet „1824“ | D-4-77-136-41  | Gasthof                                      |
| In Motschenbach (Standort)                                        | Friedhof mit ehemaliger Friedhofsbefestigung | Sandsteinquadermauer erhalten, wohl 18./19. Jahrhundert | D-4-77-136-34  | Friedhof mit ehemaliger Friedhofsbefestigung |
| Am Weg zur Motschenbacher Mühle etwa 750 m vor dem Ort (Standort) | Marter                                       | Sandsteinsockel, Kapitell und Aufsatz mit Reliefs (unter anderem Fünf Wunden Christi, Vierzehn Nothelfer), um 1700 Mit Kruzifix, Gusseisen, wohl zweite Hälfte 19. Jahrhundert         | D-4-77-136-42  | Marter                                       |
| in Motschenbach (Standort)                                        | Holzkruzifix                                 | Gefasster Korpus, zwischen 1865 und 1869 errichtet; renoviert, bezeichnet „1951“, nicht nachqualifiziert, im Bayerischen Denkmal-Atlas nicht kartiert                                  | D-4-77-136-111 | Holzkruzifix                                 |

### Pöhl
| Lage              | Objekt        | Beschreibung | Akten-Nr.     | Bild          |
| ----------------- | ------------- | --- | ------------- | ------------- |
| Pöhl 3 (Standort) | Wohnstallhaus | Zweigeschossiger Giebelbau unter Halbwalmdach, mit Fachwerkobergeschoss, Giebel verschiefert, wohl frühes 19. Jahrhundert                                               | D-4-77-136-47 | Wohnstallhaus |
| Pöhl 4 (Standort) | Dreiseithof   | Wohnstallhaus, eingeschossiger Sandsteinquaderbau mit Halbwalmdach, bezeichnet „1835“ Mit angebauter Scheune, Fachwerk, Satteldach, wohl 1835 Backhaus, 19. Jahrhundert | D-4-77-136-46 | Dreiseithof   |
| Pöhl 5 (Standort) | Wohnstallhaus | Eingeschossiger Giebelbau über hohem Kellergeschoss, Fachwerkgiebel, erste Hälfte 19. Jahrhundert                                                                       | D-4-77-136-45 | Wohnstallhaus |

### Proß
| Lage               | Objekt                    | Beschreibung | Akten-Nr.     | Bild                      |
| ------------------ | ------------------------- | --- | ------------- | ------------------------- |
| Proß 1 (Standort)  | Austragshaus              | Zweigeschossiger Kastenbau mit Laube und rückseitigem Riegelfachwerk, Satteldach, bezeichnet „1712“ Taubenkobel, um 1915 Backofen, zweite Hälfte 19. Jahrhundert | D-4-77-136-48 | Austragshaus              |
| Proß 10 (Standort) | Sogenanntes Trüpfhäuschen | Kleiner eingeschossiger Traufseitbau, bezeichnet „1840“ | D-4-77-136-49 | Sogenanntes Trüpfhäuschen |

### Prötschenbach
| Lage                           | Objekt      | Beschreibung | Akten-Nr.      | Bild        |
| ------------------------------ | ----------- | --- | -------------- | ----------- |
| Prötschenbacher Weg (Standort) | Pumphaus    | Um 1925, aus Holz mit sechsseitiger Laterne; zur Hornschuchvilla gehörig, vergleiche Seidenhof 23               | D-4-77-136-106 | Pumphaus    |
| Prötschenbacher Weg (Standort) | Betonbrücke | Um 1925, Segmentbogige Betonbrücke mit Metallrohrgeländer; zur Hornschuchvilla gehörig, vergleiche Seidenhof 23 | D-4-77-136-106 | Betonbrücke |

### Rothwind
| Lage                     | Objekt        | Beschreibung                                                 | Akten-Nr.     | Bild          |
| ------------------------ | ------------- | ------------------------------------------------------------ | ------------- | ------------- |
| Am Rohrbach 7 (Standort) | Wohnstallhaus | Zweigeschossiger Walmdachbau, im Obergeschoss Fachwerk, 1839 | D-4-77-136-50 | Wohnstallhaus |

### Schimmendorf
| Lage                                                                                       | Objekt                           | Beschreibung                                                                                         | Akten-Nr.     | Bild                             |
| ------------------------------------------------------------------------------------------ | -------------------------------- | --- | ------------- | -------------------------------- |
| Schimmendorf 15 (Standort)                                                                 | Kleinhaus                        | Eingeschossiger Satteldachbau mit Zwerchhaus und verschiefertem Giebel, Türrahmung bezeichnet „1851“ | D-4-77-136-53 | Kleinhaus                        |
| Schimmendorf 28 (Standort)                                                                 | Wohnstallhaus                    | Zweigeschossiger Walmdachbau, im Kern 18. Jahrhundert, Erdgeschoss bezeichnet „1847“                 | D-4-77-136-55 | Wohnstallhaus                    |
| Schimmendorf 31 (Standort)                                                                 | Wohnstallhaus                    | Zweigeschossiger Walmdachbau mit Fachwerkobergeschoss, mittleres 19. Jahrhundert                     | D-4-77-136-54 | Wohnstallhaus                    |
| Schimmendorf 52 (Standort)                                                                 | Wohnstallhaus                    | Zweigeschossiger Walmdachbau mit Fachwerkobergeschoss, um 1800                                       | D-4-77-136-56 | Wohnstallhaus                    |
| Kirchleuser Rain, 1 km südöstlich der Ortschaft an einem Fuhrweg nach Kirchleus (Standort) | Wegstein, sogenannter Samelstein | Sandsteinplatte mit Reliefs, wohl 17. Jahrhundert                                                    | D-4-77-136-57 | Wegstein, sogenannter Samelstein |

### Schmeilsdorf
| Lage                      | Objekt                                                   | Beschreibung | Akten-Nr.     | Bild                                                     |
| ------------------------- | -------------------------------------------------------- | --- | ------------- | -------------------------------------------------------- |
| Am Schloß 5, 7 (Standort) | Forsthaus                                                | Giebelständiger zweigeschossiger Halbwalmdachbau, Fachwerk, 18. Jahrhundert | D-4-77-136-59 | Forsthaus                                                |
| Am Schloß 9 (Standort)    | Schloss Schmeilsdorf, Schloss der Freiherrn von Künsberg | Dreigeschossiger Mansardwalmdachbau mit Sandsteingliederung, übergiebelter Mittelrisalit, Mitte 18. Jahrhundert Zugehörig ehemalige Schlosskapelle, jetzt Scheune, eingeschossiger Satteldachbau mit Dachreiter, Nordgiebel mit Krüppelwalm, Bruchsteinmauerwerk, 16. Jahrhundert, bezeichnet „1603“ Zugehörige Brücke und Torpfeiler der Hofeinfahrt, wohl 18./19. Jahrhundert | D-4-77-136-60 | Schloss Schmeilsdorf, Schloss der Freiherrn von Künsberg |
| Schmeilsdorf 8 (Standort) | Wohnhaus                                                 | Zweigeschossiger Walmdachbau, Erdgeschoss massiv, Obergeschoss verputztes Fachwerk, frühes 19. Jahrhundert Zugehöriger Anbau, eingeschossiger Halbwalmdachbau, wohl um 1900 Hofmauer, wohl 18./19. Jahrhundert | D-4-77-136-58 | Wohnhaus                                                 |

### Schwarzach
| Lage                                                     | Objekt                                                      | Beschreibung | Akten-Nr.      | Bild                                          |
| -------------------------------------------------------- | ----------------------------------------------------------- | --- | -------------- | --------------------------------------------- |
| Alte Straße 2 (Standort)                                 | Bauernhaus                                                  | Stattlicher zweigeschossiger Satteldachbau mit Sandsteingliederung, bezeichnet „1874“ Austragshaus, zweigeschossig, Satteldach, wohl um 1900                                                                  | D-4-77-136-65  | Bauernhaus                                    |
| Alte Straße 8 (Standort)                                 | Türrahmung                                                  | Sandstein, wohl spätes 18. Jahrhundert | D-4-77-136-66  | Türrahmung                                    |
| Alte Straße 15 (Standort)                                | Gasthaus und ehemalige Brauerei                             | Stattlicher zweigeschossiger Walmdachbau mit Sandsteingliederung, wohl 18./19. Jahrhundert Nebengebäude, Sandsteinquaderbauten, Walm- und Satteldächer, wohl 18./19. Jahrhundert Torpfeiler bezeichnet „1784“ | D-4-77-136-67  | Gasthaus und ehemalige Brauerei               |
| Nähe Pfarrgasse (Standort)                               | Evangelisch-lutherische Pfarrkirche St. Johannes der Täufer | Flachgedecktes Langhaus, 1610–12, neugotischer Chorturm, von 1893/94; mit Ausstattung | D-4-77-136-69  | weitere Bilder                                |
| Pfarrgasse 1 (Standort)                                  | Gasthaus Eisenhut, ehemaliges Gerichtsgebäude               | Zweigeschossiger Satteldachbau mit Zierfachwerkgiebel, bezeichnet „1680“ | D-4-77-136-68  | Gasthaus Eisenhut, ehemaliges Gerichtsgebäude |
| Pfarrgasse 5 (Standort)                                  | Wohnhaus                                                    | Eingeschossiger Sandsteinbau mit Fachwerkgiebel, Satteldach, 1846 | D-4-77-136-70  | Wohnhaus                                      |
| Pfarrgasse 8 (Standort)                                  | Pfarrhaus                                                   | Zweigeschossiger Satteldachbau, mit verputztem Fachwerkgiebel, 1654 | D-4-77-136-71  | Pfarrhaus                                     |
| Nähe Pfarrgasse (Standort)                               | Friedhof mit Ummauerung                                     | Grabmäler, historistisch, zweite Hälfte 19. Jahrhundert und um 1900 | D-4-77-136-103 | Friedhof mit Ummauerung                       |
| Schwarzach 16 (Standort)                                 | Ehemaliges Wohnstallhaus                                    | Zweigeschossiger Satteldachbau, Erdgeschoss massiv, Fachwerkobergeschoss, frühes 19. Jahrhundert | D-4-77-136-61  | Ehemaliges Wohnstallhaus                      |
| Schwarzach 21 (Standort)                                 | Kleinbauernhaus                                             | Eingeschossiger Fachwerkbau mit Verschieferung, Satteldach, 19. Jahrhundert | D-4-77-136-62  | Kleinbauernhaus                               |
| Schwarzach 26 (Standort)                                 | Altes Schulhaus                                             | Zweigeschossiger Walmdachbau, verputztes Fachwerk im Obergeschoss, 18. Jahrhundert | D-4-77-136-63  | Altes Schulhaus                               |
| Schwarzach 30 (Standort)                                 | Wohnstallbau                                                | Eingeschossiger Traufseitbau mit verschieferten Giebeln, spätes 18. Jahrhundert, Stallteil verändert | D-4-77-136-64  | Wohnstallbau                                  |
| Zentbach, am Ende des sogenannten Kellerweges (Standort) | Brunnen                                                     | Mit Sandsteineinfassung des 19. Jahrhunderts, im Kern 16. Jahrhundert | D-4-77-136-72  | Brunnen                                       |
| An der Hauptstraße, Schwarzach 21 (Standort)             | Meilenstein                                                 | Sandsteinpyramide mit Inschriften, Ende 18. Jahrhundert | D-4-77-136-73  | Meilenstein                                   |
| Adolf-Geyer-Straße, am östlichen Ortseingang (Standort)  | Steinkreuz                                                  | Mittelalterlich | D-4-77-136-74  | Steinkreuz                                    |

### Unterauhof
| Lage                    | Objekt        | Beschreibung | Akten-Nr.     | Bild          |
| ----------------------- | ------------- | --- | ------------- | ------------- |
| Unterauhof 2 (Standort) | Wohnstallhaus | Eingeschossiger Satteldachbau mit Wohnteil in Sandstein, verschieferter Zwerchgiebel mit Silbermalerei, bezeichnet „1848“ Eingeschossiges ehemaliges Speicher- bzw. Austragshaus in Sandstein, wohl 17./18. Jahrhundert, auf älterer Turmanlage (Turmhügel Unterauhof) | D-4-77-136-75 | Wohnstallhaus |

### Veitlahm
| Lage                          | Objekt                                       | Beschreibung | Akten-Nr.      | Bild                        |
| ----------------------------- | -------------------------------------------- | --- | -------------- | --------------------------- |
| in Veitlahm (Standort)        | Evangelisch-lutherische Pfarrkirche St. Veit | Sandsteinquaderbau, wohl 15. Jahrhundert über älterem Kern, Treppentürme und Änderungen des südlichen Langhauses 1597, Turmkranzgeschoss 1616; mit Ausstattung Herrschaftlicher Emporenzugang, Treppenturm mit Holzgalerie Kirchhofummauerung, ehemaliger Befestigungsring des Kirchhofs, spätmittelalterlich, mit nordöstlichem Torturm, Fachwerkobergeschoss | D-4-77-136-76  | weitere Bilder              |
| Am Steinloch 16 (Standort)    | Kleinhaus                                    | Eingeschossiger Satteldachbau, Fachwerk, frühes 19. Jahrhundert | D-4-77-136-86  | Kleinhaus                   |
| Oberdorf 17 (Standort)        | Wohnstallhaus                                | Eingeschossiger Sandsteinquaderbau mit verschiefertem Fachwerkgiebel, Satteldach, zweite Hälfte 19. Jahrhundert Zwei zugehörige Nebengebäude, Sandsteinquaderbauten mit Fachwerk, Satteldächer, wohl zweite Hälfte 19. Jahrhundert | D-4-77-136-78  | Wohnstallhaus               |
| Patersberg (Standort)         | Patersbergturm                               | Aussichtsturm, zweigeschossiger Kubus mit Aussichtsplattform und seitlich beigestellten Treppenturm, erbaut 1838 auf Initiative des Naturforschers Johann Peter Apollonius Weltrich | D-4-77-136-143 | weitere Bilder              |
| Patersbergweg 1 (Standort)    | Schwarzhof                                   | Zweigeschossiger Wohnstallbau mit Satteldach, Wohnteil 17. Jahrhundert, bezeichnet „1911“ Mit Anbau und zugehörigem Nebengebäude, eingeschossiger Satteldachbau, wohl 19. Jahrhundert | D-4-77-136-77  | Schwarzhof                  |
| Patersbergweg 4 (Standort)    | Ehemaliges Kantoratsgebäude                  | Eingeschossiger Sandsteinquaderbau über hohem Kellergeschoss, Halbwalmdach, 18./19. Jahrhundert | D-4-77-136-82  | Ehemaliges Kantoratsgebäude |
| Patersbergweg 5, 7 (Standort) | Wirtshaus zum Patersberg                     | Zweigeschossiger Walmdachbau mit Fachwerkobergeschoss, über Hakengrundriss, bezeichnet „1819“, über älterem Kern Mit Nebengebäude, zweigeschossiger Giebelbau, wohl 19. Jahrhundert | D-4-77-136-83  | Wirtshaus zum Patersberg    |
| Patersbergweg 9 (Standort)    | Wohnstallhaus                                | Zweigeschossiger Satteldachbau in Werkstein mit geböschtem Sockel, Eckrustizierung und Gesimsen sowie eingeschossiger satteldachgedeckter Stallanbau, bezeichnet „1910“, mit Ausstattung | D-4-77-136-139 | Wohnstallhaus               |
| Patersbergweg 9 (Standort)    | Werkstatt                                    | Mit Zisterne und Backhaus, eingeschossiger Satteldachbau in Werkstein, 19. Jahrhundert | D-4-77-136-139 | Werkstatt                   |
| Veitlahm 14 (Standort)        | Wohnstallhaus                                | Eingeschossiger Sandsteinquaderbau mit Satteldach, bezeichnet „1824“ Kasten, eingeschossiger Fachwerkbau, Satteldach, wohl 19. Jahrhundert Brunnen, frühes 19. Jahrhundert | D-4-77-136-85  | Wohnstallhaus               |
| Veitlahm 19 (Standort)        | Wohnstallhaus                                | Eingeschossiger Sandsteinquaderbau mit Fachwerkgiebel unter Satteldach, bezeichnet „1848“ | D-4-77-136-79  | Wohnstallhaus               |
| Veitlahm 20 (Standort)        | Pfarrhaus                                    | Zweigeschossiger Walmdachbau, Mitte 16. Jahrhundert, bezeichnet „1578“ und „1684“ | D-4-77-136-81  | Pfarrhaus                   |

### Wernstein
| Lage                    | Objekt                                                    | Beschreibung | Akten-Nr.     | Bild           |
| ----------------------- | --------------------------------------------------------- | --- | ------------- | -------------- |
| Wernstein 23 (Standort) | Burg Wernstein, Schlossanlage der Freiherren von Künsberg | Oberes Schloss, dreigeschossige Flügelbauten um Binnenhof, mit ehemaliger Burgkapelle, Satteldächer, Mitte 14. Jahrhundert, im 16./17. Jahrhundert umgestaltet, von innerer Zwingermauer und äußerer Wehrmauer umgeben, im Kern wohl Mitte 14. Jahrhundert Unteres Schloss, langgestreckter zweigeschossiger Bau, Satteldach, 15./16. Jahrhundert, Nordflügel Mitte 19. Jahrhundert Ehemals befestigter Wirtschaftshof mit Torbau, bezeichnet „1516“; mit Ausstattung Zugehöriger Anbau mit Tor am Schlossberg, wohl 18./19. Jahrhundert | D-4-77-136-87 | weitere Bilder |

### Willmersreuth
| Lage                                                             | Objekt                                                   | Beschreibung | Akten-Nr.      | Bild                                                     |
| ---------------------------------------------------------------- | -------------------------------------------------------- | --- | -------------- | -------------------------------------------------------- |
| Nähe Willmersreuth (Standort)                                    | Wohnstallhaus                                            | Eingeschossiger Giebelbau, bezeichnet „1832“. Es handelt sich um das Wohnhaus Willmersreuth 14                                                                                          | D-4-77-136-89  | Wohnstallhaus                                            |
| Willmersreuth 6 (Standort)                                       | Evangelisch-lutherische Kirche St. Sixtus und St. Lorenz | Saalkirche mit Ostturm, spätromanischer, wohl in spätgotischer Zeit geringfügig veränderter Bau, Barockisierung 1732; mit Ausstattung Friedhof mit Ummauerung, wohl 18./19. Jahrhundert | D-4-77-136-90  | Evangelisch-lutherische Kirche St. Sixtus und St. Lorenz |
| Willmersreuth 9, 11, 15 (Standort)                               | Türrahmung                                               | Sandstein, bezeichnet „1851“. Das fragliche Türgewände befindet sich am Wohnhaus Willmersreuth 9                                                                                        | D-4-77-136-88  | Türrahmung                                               |
| in Willmersreuth, im Garten zwischen Haus Nr. 1 und 3 (Standort) | Brunnen                                                  | Circa 40 m tiefer Schacht mit runder Sandsteinquadereinfassung des frühen 19. Jahrhunderts                                                                                              | D-4-77-136-104 | Brunnen                                                  |

### Winterleite
| Lage                   | Objekt    | Beschreibung | Akten-Nr.      | Bild |
| ---------------------- | --------- | --- | -------------- | ---- |
| Winterleite (Standort) | Bildstock | Sandsteinstele mit gefasten Kanten und wenig hochrechteckigem Ädikula-Aufsatz mit rundbogiger Bildnische, wohl spätmittelalterlich | D-4-77-136-144 | BW   |

### Witzmannsberg
| Lage                                                                | Objekt                                      | Beschreibung | Akten-Nr.      | Bild          |
| ------------------------------------------------------------------- | ------------------------------------------- | --- | -------------- | ------------- |
| Witzmannsberg 8 (Standort)                                          | Wohnstallhaus                               | Zweigeschossiger Frackdachbau mit Riegelfachwerk, erste Hälfte 19. Jahrhundert Zugehörige Garteneinfriedung, wohl 19. Jahrhundert                                  | D-4-77-136-91  | Wohnstallhaus |
| Witzmannsberg 9 (Standort)                                          | Wohnstallhaus                               | Zweigeschossiger Walmdachbau, Riegelfachwerk an Erd- und Obergeschoss, 1848 Zugehörige Garteneinfriedung, wohl 19. Jahrhundert                                     | D-4-77-136-92  | Wohnstallhaus |
| Mainufer, ca. 200 m westlich der Rothwinder Mühle (Standort)        | Fischereigrenzstein                         | Sandstein mit Wappenreliefs von 1618 | D-4-77-136-52  | BW            |
| Wöhrwiese (1 km südlich Mainroth, westlich der Rothwinder Mühle) () | Fischgrenzstein, auch Kutscherstein genannt | von 1618 mit Amtswappen des Fürstbischofs Johann Gottfried von Aschhausen und Wappenrelief der Neustädter, genannt Stürmer; entsprechender Stein auf dem Gegenufer | D-4-78-116-125 |               |

### Wüstenbuchau
| Lage                                                                                         | Objekt                               | Beschreibung | Akten-Nr.      | Bild                                 |
| -------------------------------------------------------------------------------------------- | ------------------------------------ | --- | -------------- | ------------------------------------ |
| Wüstenbuchau 1 (Standort)                                                                    | Wohnstallhaus, sogenannter Ochsenhof | Zweigeschossiger Schopfwalmdachbau, wohl zweites Viertel 19. Jahrhundert über älterem Kern, verschiefertes Fachwerkobergeschoss Scheunenbau, Quadersteine und Brockenmauerwerk, 16./17. Jahrhundert Zugehörige Nebengebäude Ummauerung und Hofeinfahrt, Gartentor bezeichnet „1734“ | D-4-77-136-94  | Wohnstallhaus, sogenannter Ochsenhof |
| Wüstenbuchau 5 (Standort)                                                                    | Ehemalige Mühle                      | Stattliches Anwesen mit zweigeschossigem Schopfwalmdachhaus, Fachwerkobergeschoss, Türrahmung bezeichnet „1868“ Scheune, zweigeschossig, Schopfwalmdach, 19. Jahrhundert Taubenkobel, um 1915                                                                                       | D-4-77-136-93  | Ehemalige Mühle                      |
| Wüstenbuchau 33 (Standort)                                                                   | Taubenkobel                          | Um 1915 | D-4-77-136-95  | Taubenkobel                          |
| Wüstenbuchau 37 (Standort)                                                                   | Wohnstallhaus                        | Zweigeschossiger Halbwalmdachbau mit Fachwerkobergeschoss und Schiefergiebel, bezeichnet „1838“ Zugehörige Nebengebäude, Satteldach, wohl 19. Jahrhundert | D-4-77-136-96  | Wohnstallhaus                        |
| Am Waldrand circa 1 km südwestlich von Motschenbach an einem Fuhrweg nach Dörfles (Standort) | Vier Kreuzsteine                     | Einer spätgotisch, Mitte 15. Jahrhundert, die anderen 17. Jahrhundert (einer bezeichnet „1655“); nicht nachqualifiziert, im Bayerischen Denkmal-Atlas nicht kartiert | D-4-77-136-110 | Vier Kreuzsteine                     |

### Wüstendorf
| Lage                    | Objekt        | Beschreibung | Akten-Nr.     | Bild          |
| ----------------------- | ------------- | --- | ------------- | ------------- |
| Wüstendorf 7 (Standort) | Wohnstallhaus | Zweigeschossiger Wohnteil mit Riegelfachwerk, Satteldach, wohl erste Hälfte 19. Jahrhundert; Nebengebäude, Satteldach, im Kern wohl 1721 Angebautes Backhaus, Satteldach, 19. Jahrhundert | D-4-77-136-97 | Wohnstallhaus |

## Ehemalige Baudenkmäler
In diesem Abschnitt sind Objekte aufgeführt, die früher einmal in der Denkmalliste eingetragen waren, jetzt aber nicht mehr. Objekte, die in anderem Zusammenhang also z. B. als Teil eines Baudenkmals weiter eingetragen sind, sollen hier nicht aufgeführt werden. Aktennummern in diesem Abschnitt sind ehemalige, jetzt nicht mehr gültige Aktennummern.

| Lage                                                                          | Objekt                   | Beschreibung | Akten-Nr.      | Bild         |
| ----------------------------------------------------------------------------- | ------------------------ | --- | -------------- | ------------ |
| Mainleus Bahnlinie Bamberg – Hof, Bachdurchlass bei Kilometer 57,5 (Standort) | Eisenbahnbrücke          | Einjochig, rundbogig, Sandsteinquader, 1845 | D-4-77-136-105 | BW           |
| Danndorf Danndorf 71 (Standort)                                               | Ehemaliges Wohnstallhaus | Eingeschossiger Fachwerkbau, Satteldach, wohl spätes 18. Jahrhundert, Verschieferung bezeichnet „1894“. Das denkmalgeschützte Gebäude ist 2006 abgebrochen und durch einen Neubau ersetzt worden. | D-4-77-136-18  | BW           |
| Veitlahm Patersbergweg 14 (Standort)                                          | Rindergarten             | Wohnstallhaus, eingeschossiger Sandsteinquaderbau mit verschiefertem Fachwerkgiebel, Satteldach, bezeichnet „1868“                                                                                | D-4-77-136-84  | Rindergarten |